# Masacre de Kandahar
La masacre de Kandahar, identificada más precisamente como la masacre de Panjwai ocurrió en la madrugada del 11 de marzo de 2012, cuando el Sargento del Estado Mayor Robert Bales perteneciente al Ejército de los Estados Unidos asesinó a 16 civiles e hirió a otros seis en el Distrito de Panjwai de la Provincia de Kandahar, Afganistán. Nueve de sus víctimas eran niños y once de los muertos eran de la misma familia. Algunos de los cadáveres fueron parcialmente quemados. Bales fue detenido esa misma mañana cuando dijo a las autoridades: "yo lo hice". El 23 de agosto de 2013, un jurado de la base conjunta Lewis-McChord en Fort Lewis, Washington lo condenó a cadena perpetua sin libertad condicional.
Las autoridades de Estados Unidos y la Fuerza Internacional de Asistencia para la Seguridad (ISAF) se disculparon por las muertes. Las autoridades afganas condenaron el acto y lo describieron como "asesinato intencional". La Asamblea Nacional de Afganistán aprobó una resolución exigiendo un juicio público en Afganistán, pero luego el Secretario de Defensa de los Estados Unidos Leon Panetta dijo que el soldado sería juzgado bajo el Código de justicia militar. Bales se declaró culpable el 5 de junio de 2013 de 16 cargos de asesinato premeditado a cambio de que la acusación no solicitara la pena de muerte. En el momento de la declaración de culpabilidad, declaró que no sabía por qué cometió los asesinatos.
Las autoridades estadounidenses concluyeron que los asesinatos fueron obra de un solo individuo. El 15 de marzo de 2012, un equipo de investigación parlamentario afgano formado por varios miembros de la Asamblea Nacional de Afganistán había especulado que hasta 20 soldados estadounidenses estaban involucrados en los asesinatos. El equipo dijo más tarde que no podían confirmar o desmentir las afirmaciones de que varios soldados participaron en los asesinatos.

## Antecedentes

### "Oleada" en el sur de Afganistán

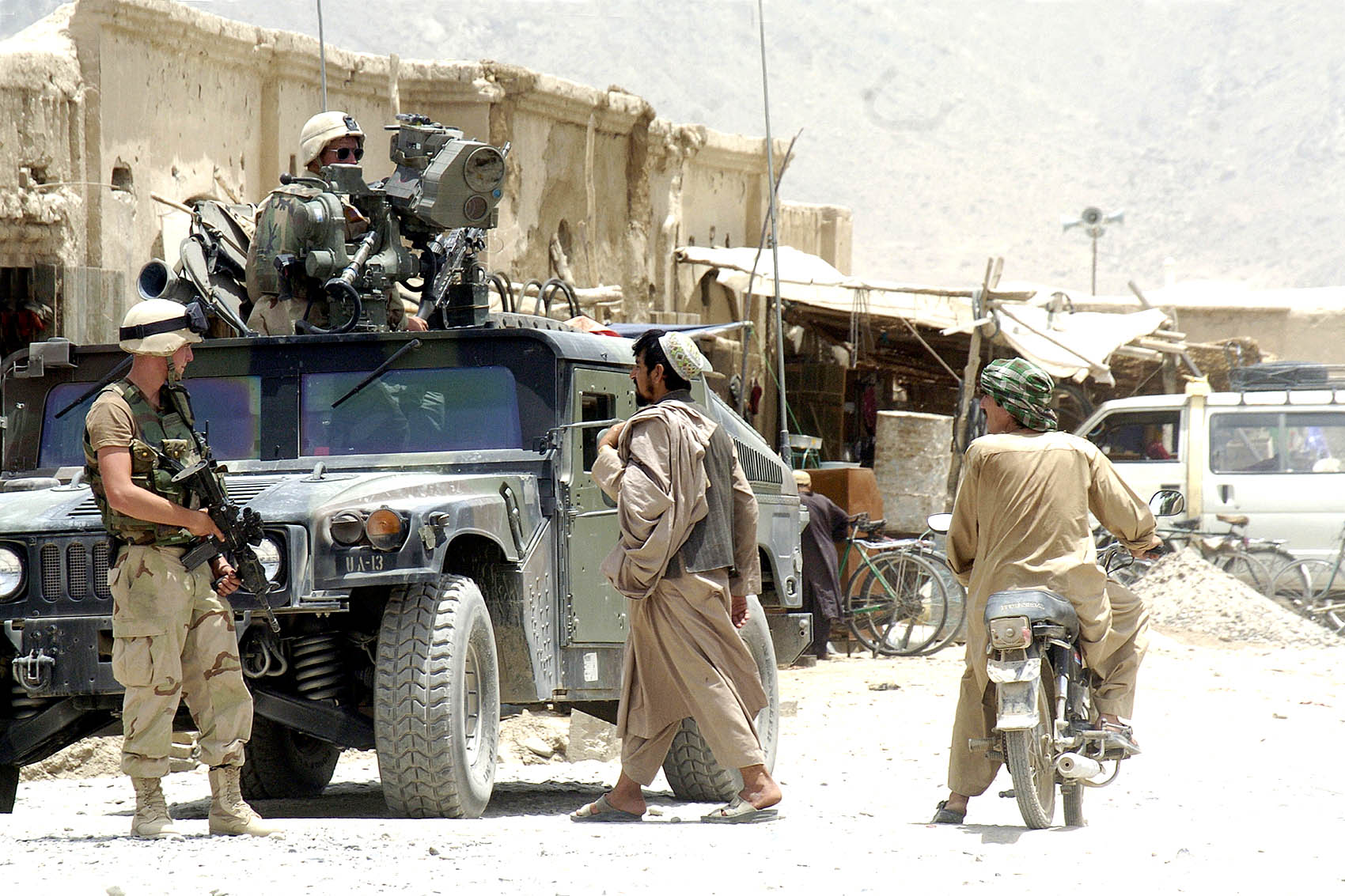
Soldados estadounidenses patrullando el distrito de Panjwai cerca de Kandahar en 2004.

Panjwai es el lugar de nacimiento del movimiento Talibán y tradicionalmente ha sido un bastión de los talibanes. Ha sido un área de intensos combates y fue el foco de un aumento militar en 2010, que trajo un aumento de más del doble en los ataques aéreos, redadas nocturnas en hogares afganos, bajas insurgentes y un aumento de seis veces en las operaciones de las fuerzas especiales en todo Afganistán.
Los combates en Panjwai y los distritos adyacentes de  Zhari,  Arghandab y Kandahar fueron particularmente intensos. El conflicto entre la población civil y las fuerzas estadounidenses se vio exacerbado por la destrucción total de algunas aldeas (como por ejemplo Khosrow Sofla) por las fuerzas estadounidenses, arrestos masivos, asesinato de civiles por unidades deshonestas, y un gran número de víctimas de Artefacto explosivo improvisado. Una de las familias objeto de la masacre de Kandahar había regresado a la zona en 2011 después de haber sido desplazada anteriormente por la oleada. Temiendo a los talibanes pero alentados por el gobierno de Estados Unidos, el ejército y el gobierno afgano, se establecieron cerca de la base militar de Estados Unidos porque pensaron que sería un lugar seguro para vivir.
Aproximadamente tres semanas antes de los incidentes, las  relaciones entre Afganistán y Estados Unidos se tensaron por un incidente en el que  se quemaron copias del Corán en la Base Aérea de Bagram. Un par de meses antes de los tiroteos, los marines estadounidenses habían grabado un video orinando sobre combatientes talibanes muertos.

### Alegaciones de problemas en Fort Lewis
El tirador, Robert Bales, tenía su base en la Base de la Fuerza Aérea McChord. La instalación de tratamiento médico principal en la base, el "Centro médico del ejército Madigan", ha sido investigada por degradar los diagnósticos de soldados con trastorno por estrés postraumático (TEPT) a dolencias menores. Los grupos de apoyo militar alrededor de la base han alegado que los comandantes de la base no dieron a las tropas que regresaban el tiempo suficiente para recuperarse antes de enviarlas a nuevos despliegues, y que la unidad médica de la base carecía de personal y estaba abrumada por el número de veteranos que regresaban con traumas físicos y psicológicos relacionados con el despliegue.
Los soldados de la base han sido vinculados a otras atrocidades y crímenes. Los Asesinatos del distrito de Maywand de 2010 involucraron a soldados de la Base de la Fuerza Aérea McChord. También en 2010, un soldado que desertó recientemente dado de baja de la Base McChord disparó contra un oficial de policía en Salt Lake City. En abril de 2011, un soldado de la Base McChord mató a su esposa y a su hijo de 5 años antes de suicidarse. En enero de 2012, un soldado de la Base McChord asesinó a un guardabosques del Parque nacional del Monte Rainier. En dos incidentes separados, soldados de la Base McChord (incidentes no relacionados entre sí) fueron acusados de realizar un submarino a sus hijos.
Jorge González, director ejecutivo de un centro de recursos para veteranos cerca de Fort Lewis, dijo que los asesinatos de Kandahar ofrecen más pruebas de que la base es disfuncional: "Este no era un soldado deshonesto. La base McChord es una base deshonesta, con un grave problema de liderazgo", dijo en un comunicado. Los funcionarios de la base respondieron diciendo que los crímenes cometidos por sus soldados fueron hechos aislados que no "reflejan el trabajo y la dedicación de todos los miembros del servicio". Robert H. Scales, un general de división retirado del Ejército de los EE. UU. y ex comandante de la Escuela de Guerra del Ejército, sugirió que el factor principal en los tiroteos fue el uso excesivo del personal de infantería en los últimos diez años para el combate cuerpo a cuerpo en Irak, Afganistán y en otros lugares.

### Bombardeo en la carretera del 8 de marzo
Los residentes de Mokhoyan, una aldea a unos 500 metros al este del campamento Belamby, declararon que una bomba había explotado en sus alrededores el 8 de marzo, destruyendo un vehículo blindado e hiriendo a varios soldados estadounidenses. Relataron que los soldados estadounidenses después alinearon a muchos de los aldeanos varones contra una pared, amenazando con "vengarse de este incidente matando al menos a 20 de su gente" y amenazando con que "usted y sus hijos pagarán por esto". Un residente de Mokhoyan dijo a la agencia de noticias The Associated Press "Parecía que nos iban a disparar y tenía mucho miedo". Funcionarios estadounidenses del Pentágono declararon que no tenían "pruebas" de que los aldeanos hubieran sido alineados contra una pared y amenazados en Mokhoyan. Los funcionarios estadounidenses se negaron a confirmar o negar que los soldados estadounidenses fueran heridos fuera de la aldea el 8 de marzo.
El abogado de Bales, John Henry Browne, declaró más tarde que su cliente estaba molesto porque un compañero soldado había perdido una pierna en una explosión el 9 de marzo. No está claro si el bombardeo citado por Browne fue el mismo que el descrito por los aldeanos.

## Incidente

### Asesinatos
Según informes oficiales, Bales salió del puesto de combate Camp Belamby a las 3:00 a. m. hora local con gafas de visión nocturna. Bales vestía ropa tradicional afgana sobre su uniforme de combate del ejército.
Según funcionarios del gobierno con conocimiento de la investigación, los asesinatos se llevaron a cabo en dos fases, y Bales regresó a la base en el medio de los actos. Un guardia afgano informó que un soldado regresó a la base a la 1:30 a. m., y otro guardia informó que un soldado se fue a las 2:30 a. m. Se cree que Bales fue primero a Alkozai, a unos 800 m al norte de Camp Belambay, luego a Najiban (llamado Balandi en informes anteriores), ubicado a 2,4 km al sur de la base. Cuatro personas murieron y seis resultaron heridas en Alkozai, y doce personas murieron en Najiban. Los centinelas estadounidenses en la base escucharon disparos en Alkozai, pero no tomaron medidas además de intentar ver a Alkozai desde su puesto dentro de la base. Hasta el 22 de marzo, las autoridades estadounidenses reconocieron la muerte de 16 personas, incluidos nueve niños, cuatro hombres y tres mujeres. El 22 de marzo, ese número se modificó a 17, pero luego se redujo a 16. Inicialmente se informó que otros cinco resultaron heridos, y ese número finalmente se incrementó a seis.
Cuatro miembros de la misma familia murieron en Alkozai. Según un niño de 16 años que recibió un disparo en la pierna, Bales despertó a los miembros de su familia antes de dispararles. Otro testigo dijo que vio al hombre arrastrar a una mujer fuera de su casa y golpear repetidamente su cabeza contra una pared.
La primera víctima en Najiban parece haber sido Mohammad Dawood. Según el hermano de Dawood, Bales le disparó a Dawood en la cabeza, pero perdonó a la esposa de Dawood y a sus seis hijos después de que la esposa le gritara.
Once miembros de la familia de Abdul Samad fueron asesinados en una casa en la aldea de Najiban, incluida su esposa, cuatro niñas de entre dos y seis años, cuatro niños de ocho a doce y otros dos familiares. Según un testigo, "arrastró a los chicos por el pelo y les disparó en la boca". Al menos tres de los niños víctimas murieron de un solo disparo en la cabeza de cada uno. A continuación, les prendió fuego a los cuerpos. Otro civil, Mohammad Dawoud, de 55 años, fue asesinado en otra casa de la aldea. Los testigos informaron que Bales llevaba un faro o foco de luz adherido a su arma.
Bales quemó algunos de los cuerpos de las víctimas, un acto considerado profanación según la ley islámica Testigos dijeron que los once cadáveres de una familia fueron baleados en la cabeza, apuñalados, luego reunidos en una habitación y prendidos fuego. Se encontró una pila de cenizas en el piso de la casa de una de las víctimas, al menos el cuerpo de un niño fue encontrado parcialmente carbonizado. Un reportero del periódico The New York Times inspeccionó los cuerpos de los niños llevados a una base militar estadounidense cercana e informó haber visto quemaduras en algunas de las piernas y las cabezas.

### Rendición y confesión
Las fuerzas afganas lo vieron salir de su puesto de avanzada antes de los asesinatos y los comandantes estadounidenses en la base reunieron a sus tropas para un recuento cuando se descubrió que faltaba un soldado. Se envió una patrulla para encontrar al soldado desaparecido, pero no lo encontraron antes de que regresara a la base después de los asesinatos. Según los informes, fue detenido sin incidentes. No se estaban llevando a cabo operaciones militares en la zona en el momento de los asesinatos. Tras los sucesos de Alkozai y Balandi, Bales se entregó a la custodia de la ISAF.
Según los informes, el video de vigilancia de la base muestra "al soldado caminando hacia su base cubierto con un "patú" (frazada tradicional afgana), luego se quita el patú y deja su arma en el suelo y levanta los brazos en señal de rendición". El video no se ha hecho público.
Los investigadores estadounidenses sospechan que Bales pudo haber salido de la base antes de la medianoche, cometió los asesinatos en Alkozai y luego regresó a la base alrededor de la 1:30 a. m. Bales pudo haber salido de la base a las 2:30 a. m. y cometió los asesinatos en Najiban. Al parecer fue la segunda salida la que provocó la alerta y el inicio de la patrulla para localizar al soldado desaparecido.
Según funcionarios de defensa de Estados Unidos, a su regreso a la base, Bales dijo tres palabras: "Yo lo hice" y luego les contó a las personas lo que sucedió. Más tarde contrató a un abogado y se negó a hablar más con los investigadores. Los Estados Unidos sacaron a Bales de Afganistán y lo enviaron a Kuwait el 14 de marzo de 2012, luego al Cuartel disciplinario de Estados Unidos en Fort Leavenworth en Kansas el 16 de marzo de 2012. Un portavoz de El Pentágono dijo que la medida se hizo debido a una "recomendación legal".

### Cantidad de agresores
Según las autoridades estadounidenses, un solo soldado, el Sargento de Estado Mayor Robert Bales, llevó a cabo el ataque. El ejército estadounidense mostró a las autoridades afganas las imágenes del video de vigilancia en la base como prueba de que solo hubo un autor de los disparos.
Según la agencia de noticias Reuters, algunos vecinos y familiares de los muertos vieron a un grupo de soldados estadounidenses llegar a su aldea alrededor de las 2 a. m., entrar a las casas y abrir fuego. "Estaban todos borrachos y disparando por todos lados", dijo la vecina Agha Lala. Según el periódico The New York Times, uno de los supervivientes del ataque y "al menos otros cinco aldeanos" describieron haber visto a varios soldados, mientras que otros residentes afganos describieron haber visto sólo a un hombre armado. Algunos funcionarios dijeron que creían que el ataque estaba planeado, alegando que un soldado no podría haber llevado a cabo tal acto sin ayuda. En respuesta, el presidente afgano Hamid Karzai designó al general Sher Mohammad Karimi para investigar las denuncias.
El 15 de marzo de 2012, un equipo de investigación parlamentario afgano formado por varios miembros de la Asamblea Nacional de Afganistán anunció que hasta 20 soldados estadounidenses estaban involucrados en los asesinatos. con apoyo de dos helicópteros. Habían pasado dos días en la provincia y en el lugar, entrevistando a los supervivientes y reuniendo pruebas. Uno de los miembros del equipo de investigación, Hamizai Lali, dijo: "Examinamos de cerca el lugar del incidente, hablamos con las familias que perdieron a sus seres queridos, los heridos y los ancianos de las tribus... Las aldeas están a un kilómetro y medio de la base militar estadounidense. Estamos convencidos de que un soldado no puede matar a tanta gente en dos pueblos en una hora... (las víctimas) han sido asesinados por los dos grupos". Lali pidió al gobierno afgano, las Naciones Unidas y la comunidad internacional que se aseguraran de que los perpetradores fueran castigados en Afganistán. Mientras visitaba una de las aldeas afectadas, Hamid Karzai señaló a uno de los aldeanos y dijo: "En su familia, en cuatro habitaciones murieron personas, niños y mujeres, y luego todos fueron reunidos en una habitación y luego ardieron en llamas. Eso, un hombre no lo puede hacer". Sin embargo, el equipo dijo más tarde que no podían confirmar que varios soldados participaron en los asesinatos.

### Pagos económicos a las familias de las víctimas
El 25 de marzo de 2012, en la oficina del gobernador de la provincia de Kandahar, Estados Unidos entregó el equivalente a USD 860.000 a las familias de las víctimas, asignados aproximadamente 50.000 dólares por cada persona muerta y 10.000 dólares por cada persona herida. El funcionario que desembolsó los pagos a las familias dijo que el dinero no era una compensación, sino una oferta del gobierno de Estados Unidos para ayudar a las víctimas y sus familias. Un miembro del consejo provincial de Kandahar describió los pagos como asistencia, pero no como el tipo de compensación legal que absolvería al acusado.

## Robert Bales

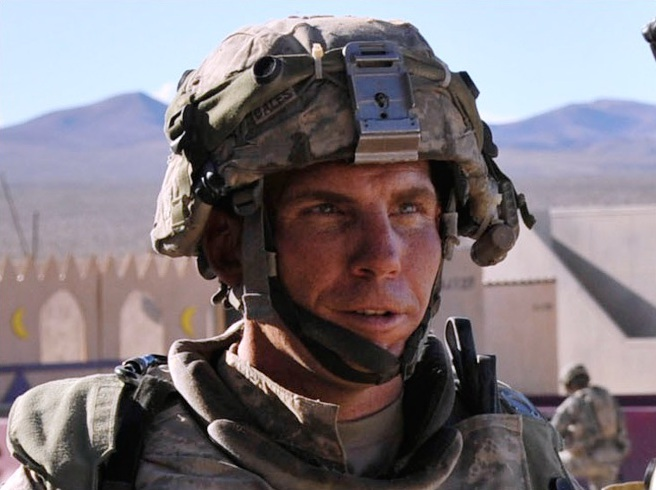
Robert Bales en la Reserva Militar Fort Irwin en agosto de 2011.

El Ejército llegó a la conclusión de que Robert Bales, un hombre de 38 años del Ejército de los Estados Unidos asignado en Camp Belambay, fue la única persona responsable de los disparos. Según el  Secretario de Defensa Leon Panetta, inmediatamente después de ser capturado, Bales reconoció los asesinatos y "contó a las personas lo que sucedió". Luego pidió una abogado y se negó a hablar con los investigadores sobre sus motivaciones.
Según los funcionarios, Bales puede haber tenido problemas maritales, y la investigación de los tiroteos está analizando la posibilidad de que un correo electrónico sobre problemas matrimoniales haya provocado a Bales. Su esposa escribió en su blog sobre la decepción de Bales después de que no le otorgaran un ascenso a sargento de primera clase. La familia también estaba luchando con las finanzas, tres días antes de los asesinatos, la esposa de Bales puso su casa en venta, ya que se habían retrasado en los pagos de la hipoteca. El 23 de marzo de 2012, el gobierno de Estados Unidos acusó a Bales de 17 cargos de asesinato, seis cargos de intento de asesinato y seis cargos de agresión. El 24 de marzo de 2012, los investigadores estadounidenses dijeron que creen que Bales dividió los asesinatos en las aldeas de Balandi y Alkozai en dos ataques, regresó al campamento Belamby después del primer ataque y volvió a escapar una hora más tarde. Ningún otro personal militar de EE. UU. Fue sancionado por tener algún papel en el incidente. El 22 de agosto de 2013, Bales se declaró culpable en un consejo de guerra general, se disculpó por su matanza y describió la masacre como un "acto de cobardía". La súplica libró a Bales de la pena de muerte. El 23 de agosto de 2013, Bales fue condenado a cadena perpetua sin libertad condicional por el tribunal. También fue degradado a Privado (E-1), el rango más bajo posible, despedido deshonrosamente y se le ordenó perder todos los pagos y asignaciones. Un comandante general que supervisa el consejo de guerra tuvo la opción de reducir la sentencia a cadena perpetua con posibilidad de libertad condicional. Los aldeanos afganos y las familias de las víctimas estaban molestos por la decisión y dijeron que Bales se merecía la muerte.
Después de varios meses de entrevistas mientras estaba en prisión en 2015, Bales reveló en profundidad su recuerdo de sus acciones paso a paso la noche de los asesinatos y por qué creía que actuó de la manera en que lo hizo con el reportero Brendan Vaughan en un artículo publicado en la revista GQ en 21 de octubre de 2015.

## Reacciones

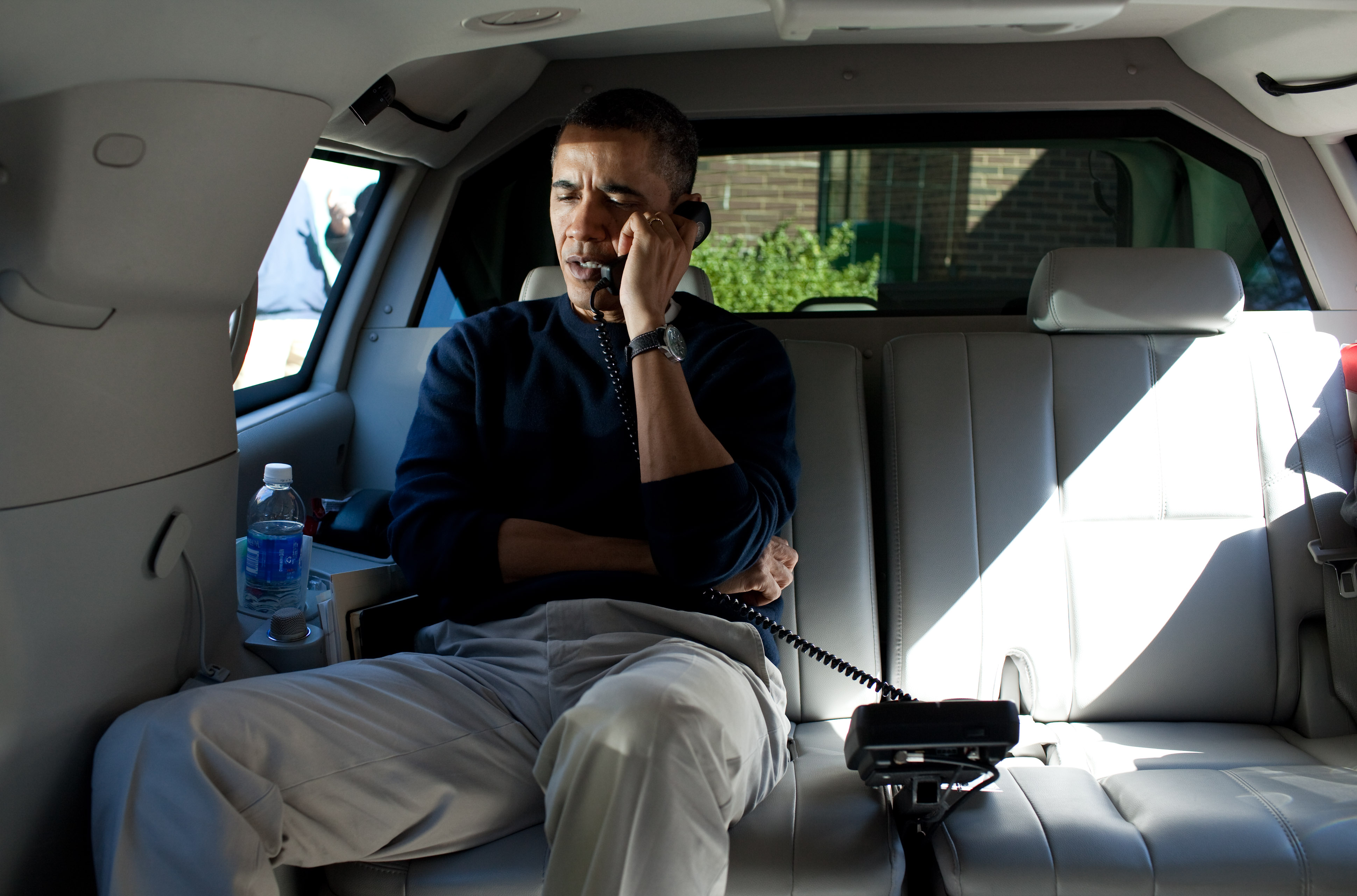
El presidente de Estados Unidos Barack Obama habla por teléfono con el presidente de Afganistán Hamid Karzai después de los asesinatos.

### Reacción de los miembros de la familia y la sociedad afgana
Una mujer que perdió a cuatro familiares en el incidente dijo: "No sabemos por qué vino este soldado extranjero y mató a nuestros inocentes familiares. O estaba borracho o disfrutaba matando civiles". Abdul Samad, un agricultor de 60 años que perdió a once miembros de su familia, ocho de los cuales eran niños, habló sobre el incidente: "No sé por qué los mataron. Nuestro gobierno nos dijo que volviéramos a la aldea y luego dejaron que los estadounidenses nos mataran". Una madre afligida, sosteniendo a un bebé muerto en sus brazos, dijo: "Mataron a un niño, ¿era este niño el talibán? Créame, nunca he visto a un miembro de los talibanes de dos años de edad".
“No quiero ninguna compensación. No quiero dinero, no quiero un viaje a La Meca, no quiero una casa. No quiero nada. Pero lo que quiero absolutamente es el castigo de los estadounidenses. Esta es mi demanda, mi demanda, mi demanda y mi demanda ", dijo un aldeano, cuyo hermano fue asesinado.
Más de 300 habitantes de Panjwai se reunieron alrededor de la base militar para protestar por los asesinatos. Algunos trajeron mantas quemadas para representar a los asesinados. En una casa, una anciana gritó: "Que Dios mate al único hijo de Karzai, para que sienta lo que nosotros sentimos". El 13 de marzo, cientos de estudiantes universitarios protestaron en la ciudad de Jalalabad, en el este de Afganistán, gritando "Muerte a Estados Unidos - Muerte a Obama" y quemando efigies del presidente de Estados Unidos y una cruz cristiana. El 15 de marzo, unas 2.000 personas participaron en otra protesta en la provincia sureña de Zabul.

### Reacción de las autoridades afganas
El presidente de Afganistán, Hamid Karzai, calificó el incidente de "asesinato intencional" y declaró que "esto (fue) un asesinato, un asesinato intencional de civiles inocentes y no puede ser perdonado". Dijo que Estados Unidos ahora debe retirar sus tropas de las aldeas y permitir que las fuerzas de seguridad afganas tomen la iniciativa en un esfuerzo por reducir las muertes de civiles. El 16 de marzo, Karzai dijo que Estados Unidos no estaba cooperando plenamente con una investigación sobre los asesinatos. También dijo que el problema de las bajas civiles a manos de las fuerzas de la OTAN "ha estado ocurriendo durante demasiado tiempo... Es por supuesto el fin de la "cuerda" aquí". Un portavoz del ministerio del interior afgano condenó el acto "en los términos más enérgicos".
Los políticos afganos querían que Bales se enfrentara a un tribunal afgano. La  Asamblea Nacional de Afganistán insistió en que el soldado estadounidense sea sometido a juicio público en Afganistán: "Exigimos y esperamos seriamente que el gobierno de los Estados Unidos castigue a los culpables y juzgarlos en un juicio público ante el pueblo de Afganistán". También condenó los asesinatos como "brutales e inhumanos" y declaró que "a la gente se le está acabando la paciencia por la ignorancia de las fuerzas extranjeras". Abdul Rahim Ayobi, miembro del parlamento de Kandahar, dijo que el tiroteo "nos da el mensaje de que ahora los soldados estadounidenses están fuera del control de sus generales". Kamal Safai, miembro de  Kunduz, dijo que si bien fue el acto de un solo hombre, "la reacción pública culpará al gobierno de Estados Unidos, no al soldado".

### Reacción de EE. UU. y la OTAN
Las fuerzas estadounidenses y de la ISAF se disculparon y prometieron una investigación completa. El secretario de Defensa, Leon Panetta, afirmó que el soldado "será llevado ante la justicia y rendirá cuentas" y que la pena de muerte "podría ser una consideración". El presidente de Estados Unidos Barack Obama calificó el incidente de "absolutamente trágico y desgarrador", pero señaló que estaba "orgulloso en general" de lo que las tropas estadounidenses han logrado en Afganistán. Obama dijo que el incidente no representaba el "carácter excepcional" del ejército estadounidense y el respeto que Estados Unidos tenía por el pueblo de Afganistán. El 13 de marzo, dijo, "Estados Unidos se toma esto tan en serio como si fueran nuestros propios ciudadanos y nuestros propios hijos los que fueran asesinados. Estamos desconsolados por la pérdida de vidas inocentes. La matanza de civiles inocentes es indignante y es inaceptable". En respuesta a un reportero que preguntó si los asesinatos podrían compararse con la masacre de My Lai de civiles cometida por las fuerzas estadounidenses en Vietnam del Sur en 1968, Obama respondió: "No es comparable. Parecía que había un solo hombre armado y solitario que actuó por su cuenta".
El general John R. Allen, comandante de la ISAF, también se disculpó. Adrian Bradshaw (Comandante adjunto de la ISAF en Afganistán y Comandante del Contingente Nacional del Reino Unido en Afganistán), se disculpó "Deseo transmitir mi profundo pesar y consternación... No puedo explicar la motivación detrás de tales actos insensibles, pero de ninguna manera formaban parte de los Actividad militar de la ISAF". Se prometió una investigación "rápida y exhaustiva". Funcionarios estadounidenses dijeron que los asesinatos no afectarían sus estrategias en el área.

### Respuesta de los talibanes
Los Talibánes dijeron en un comunicado en su sitio web que "salvajes estadounidenses de mentalidad enfermiza" cometieron el "crimen inhumano y empapado de sangre". El grupo militante prometió a las familias de las víctimas que se vengaría "por cada mártir". Los talibanes también acusaron a los funcionarios de seguridad afganos de ser cómplices del ataque. El grupo militante suspendió las conversaciones de paz a raíz del ataque mortal. El 13 de marzo, los talibanes lanzaron un ataque contra una delegación del gobierno afgano que estaba visitando el lugar de los asesinatos, matando a un soldado del gobierno e hiriendo a otros tres.